# Dolmen de Brownshill
Le dolmen de Brownshill (en irlandais : Dolmain Chnoc an Bhrúnaigh) est un dolmen mégalithique situé à trois kilomètres à l'est de la ville de Carlow, dans le comté de Carlow en Irlande.
La pierre supérieure du dolmen est réputée être la plus lourde d'Europe. Elle est estimée peser plus de cent tonnes.
Le dolmen est classé comme monument national par l'État irlandais.

## Source
- (en) Cet article est partiellement ou en totalité issu de l’article de Wikipédia en anglais intitulé « Brownshill Dolmen » (voir la liste des auteurs).